# Barnabás Simon
Barnabás Simon (Szombathely, 13 febbraio 2004) è un calciatore ungherese, portiere del Paks.

## Carriera
Cresciuto nel settore giovanile dell'Haladás, ha esordito tra i professionisti il 20 settembre 2020, nella partita di Coppa d'Ungheria vinta per 0-3 contro lo Szeged VSE. Il 3 luglio 2021 viene acquistato dal Paks, con cui debutta nella massima serie ungherese il 12 novembre 2022, nella vittoria ottenuta per 3-1 contro l'Újpest. Il 4 febbraio 2025 viene ceduto in prestito fino al termine della stagione al Diósgyőr.

## Statistiche

### Presenze e reti nei club
Statistiche aggiornate all'11 luglio 2025.
| Stagione        | Squadra         | Campionato      | Campionato | Campionato | Coppe nazionali | Coppe nazionali | Coppe nazionali | Coppe continentali | Coppe continentali | Coppe continentali | Altre coppe | Altre coppe | Altre coppe | Totale | Totale |
| Stagione        | Squadra         | Comp            | Pres       | Reti       | Comp            | Pres            | Reti            | Comp               | Pres               | Reti               | Comp        | Pres        | Reti        | Pres   | Reti   |
| --------------- | --------------- | --------------- | ---------- | ---------- | --------------- | --------------- | --------------- | ------------------ | ------------------ | ------------------ | ----------- | ----------- | ----------- | ------ | ------ |
| 2020-2021       | Haladás         | NBII            | 0          | 0          | MK              | 1               | 0               | -                  | -                  | -                  | -           | -           | -           | 1      | 0      |
| 2021-2022       | Paks            | NBI             | 0          | 0          | MK              | 0               | 0               | -                  | -                  | -                  | -           | -           | -           | 0      | 0      |
| 2022-2023       | Paks            | NBI             | 7          | -7         | MK              | 1               | -1              | -                  | -                  | -                  | -           | -           | -           | 8      | -8     |
| 2023-2024       | Paks            | NBI             | 7          | -7         | MK              | 3               | -3              | -                  | -                  | -                  | -           | -           | -           | 10     | -10    |
| 2024-feb. 2025  | Paks            | NBI             | 8          | -15        | MK              | 2               | -1              | UEL+UCoL           | 0+2                | 0 + -5             | -           | -           | -           | 12     | -21    |
| feb.-giu. 2025  | Diósgyőr        | NBI             | 5          | -10        | MK              | -               | -               | -                  | -                  | -                  | -           | -           | -           | 5      | -10    |
| 2025-2026       | Paks            | NBI             | 0          | 0          | MK              | 0               | 0               | UEL                | 0                  | 0                  | -           | -           | -           | 0      | 0      |
| Totale Paks     | Totale Paks     | Totale Paks     | 22         | -29        |                 | 6               | -5              |                    | 2                  | -5                 |             | -           | -           | 30     | -39    |
| Totale carriera | Totale carriera | Totale carriera | 27         | -39        |                 | 7               | -5              |                    | 2                  | -5                 |             | -           | -           | 36     | -49    |

## Palmarès

### Club

#### Competizioni nazionali
- Coppa d'Ungheria: 1

Paks: 2023-2024